# John Veldman
 (mars 2015).
Si vous disposez d'ouvrages ou d'articles de référence ou si vous connaissez des sites web de qualité traitant du thème abordé ici, merci de compléter l'article en donnant les références utiles à sa vérifiabilité et en les liant à la section « Notes et références ».
John Fitzgerald Veldman, né le 24 février 1968 à Paramaribo (Suriname), est un footballeur néerlandais des années 1990.

## Biographie
En tant que défenseur, John Veldman est international néerlandais lors d'un match, pour aucun but inscrit. Son seul match international est honoré à Rotterdam le 24 avril 1996, contre l'Allemagne, et se solde par une défaite (0-1). Il remplace Jaap Stam à la 79e minute.
Il joue de 1986 à 2001 dans différents clubs néerlandais (PSV Eindhoven, Willem II Tilburg, Sparta Rotterdam, Ajax Amsterdam, Vitesse Arnhem et RBC Roosendaal). Il remporte tous ses titres avec le PSV Eindhoven (deux championnats, deux coupes et la Coupe d'Europe des Clubs Champions en 1988).

## Clubs
- 1986–1989 : PSV Eindhoven
- 1989–1991 : Willem II Tilburg
- 1991–1996 : Sparta Rotterdam
- 1996–1997 : Ajax Amsterdam
- 1997–2000 : Vitesse Arnhem
- 2000–2001 : RBC Roosendaal

## Palmarès

### En club
- Vainqueur de la Coupe d'Europe des Clubs Champions en 1988 avec le PSV Eindhoven
- Champion des Pays-Bas en 1987 et en 1989 avec le PSV Eindhoven
- Vainqueur de la Coupe des Pays-Bas en 1988 et en 1989 avec le PSV Eindhoven
- Finaliste de la Coupe des Pays-Bas en 1996 avec le PSV Eindhoven

### EnÉquipe des Pays-Bas
- 1 sélection en 1996
- Participation au Championnat d'Europe des Nations en 1996 (1/4 de finaliste)